# Ióssif Xklovski
Ióssif Samuílovitx Xklovski (en rus Ио́сиф Самуи́лович Шкло́вский) (Hlúkhiv, Imperi Rus, 1 de juliol de 1916 – Moscou, 3 de març de 1985) va ser un astrònom i astrofísic soviètic recordat pels seus treballs sobre l'astrofísica teòrica. També es va interessar al fenomen de l'existència eventual de vida extraterrestre.
Va obtenir el Premi Lenin l'any 1960 així com la Medalla Bruce el 1972. L'asteroide 2849 Shklovskij du el seu nom. Va esdevenir membre de l'Acadèmia Russa de les Ciències a principis del 1966.